# Last Unicorn Games
Last Unicorn Games, spesso abbreviata in LUG, è stata una casa editrice statunitense di giochi di ruolo e da tavolo, che nel 2000 fu assorbita dalla Wizards of the Coast, che la chiuse al termine dell'anno.

## Storia
La Last Unicorn Games venne fondata da Christian Moore e Owen Seyler, con l'aiuto di Greg Ormand, Marc Raddle e Bernie Cahill, con l'intento di pubblicare un wargame tridimensionale che Ormand stava sviluppando In realtà il primo gioco pubblicato dalla compagnia fu invece un innovativo gioco di ruolo, Aria: Canticle of the Monomyth, che permetteva di interpretare non solo singoli individui, ma anche organizzazioni o società. Nonostante una buona ricezione critica il gioco non ebbe però il successo sperato, la rivista ad esso dedicata, Canticle, fu chiusa dopo soli due numeri e i supplementi annunciati non vennero pubblicati; l'editore si dedicò invece a Heresy: Kingdom Come un gioco di carte collezionabili
Interessata a produrre un gioco di carte collezionabili basato sul ciclo di Dune la Last Unicorn Games tentò prima di ottenere una licenza da Brian Herbert, ma questi rifiutò perché trovò degradanti per le donne i disegni di Boris Vallejo che comparivano su alcune delle carte di Heresy: Kingdom Come che gli erano state inviate esempio. Bernie Cahill, un avvocato con contatti nel mondo dello spettacolo, riuscì però ad ottenere una licenza basata sul film di David Lynch e preparò dei mazzi dimostrativi per la GenCon 1996. A questo punto Brian Herbert cambiò idea ed entrò in nuovi negoziati con la Last Unicorn, che completò lo sviluppo del proprio gioco, che venne pubblicato dalla Five Rings Publishing Group,.
Nel 1998 ottenne Star Trek in licenza dalla Paramount e iniziò la produzione di una linea di giochi di ruolo basati sulle varie serie (all'epoca quella classica, Next Generation e Deep Space Nine, usando un regolamento comune personalizzato secondo il tema della serie. Per la sviluppo del sistema di gioco, detto ICON System, fu assunto inizialmente Ross Isaacs, a cui si unirono dopo breve tempo Kenneth Hite e Steve S. Long. Dopo la pubblicazione dei manuali, tra il 1998 e il 2000, i tre divennero i curatori editoriali delle tre linee, Hite per Star Trek: The Original Series, Ross per Star Trek: The Next Generation e Long per Star Trek: Deep Space 9, ed a loro si unì George Vasilakos come direttore artistico Nel corso dello sviluppo la Last Unicorn Games decise di trasferirsi da Filadelfia a Los Angeles per essere più vicina agli studi cinematografici.
Nel 2000 Ryan Dancey insoddisfatto dello dipartimento giochi di ruolo della Wizards of the Coast, con l'appoggio di Peter Adkison che era un vecchio amico di Christian Moore, spinse per l'acquisizione dello studio, che fu annunciata il 5 giugno 2000 Come parte dell'accordo dell'acquisizione la Wizards of the Coast pubblicò anche gli ultimi due giochi sviluppati dalla LUG, Dune: Chronicles of the Imperium (un gioco di ruolo anch'esso basato sull'Icon system) e Star Trek: Red Alert! (un gioco da tavolo basato sul sistema Disk Wars della Fantasy Flight Games)  La Wizards of the Coast però perse la licenza per Star Trek che era in scadenza alla fine del 2000 e si fece anticipare dalla Decipher (più di una dozzina di manuali in sviluppo dovettero essere abbandonati) e quella di Dune, dato che Herbert decise di rinegoziarla chiedendo una cifra molto maggiore della precedente.
A dicembre 2000 la Hasbro, proprietaria della Wizards of the Coast, comunicò a quest'ultima che avrebbe dovuto tagliare il 10% del personale. Il dipartimento dei giochi di ruolo, che all'epoca nell'ufficio centrale di Seattle contava una sessantina di persone, così il capo dipartimento Bill Slavicsek decise semplicemente di chiudere l'ufficio esterno di Los Angeles terminando così ufficialmente lo studio. A quasi tutti i membri dello studio fu offerta la possibilità di trasferirsi a Seattle, ma questi rifiutarono l'offerta e la Decipher ne approfittò per assumerli in blocco nel febbraio 2001. In precedenza anche la Decipher aveva valutato la possibilità di acquistare la Last Unicorn, ma aveva rinunciato a causa dei debiti che questa aveva accumulato, in questo modo acquisì di fatto i membri dello studio da una parte e le licenze dall'altro, lasciando di fatto la Wizards of the Coast con la proprietà del solo Icon system, di fatto inutile dato che si stava concentrando sul suo d20 System.
Nei tre anni successivi l'ex staff della LUG produsse un nuovo gioco di ruolo basato sulla licenza di Star Trek: Star Trek Roleplaying Game Player’s Guide (stavolta un unico manuale base per tutte le serie) e The Lord of the Rings Roleplaying Game, un altro gioco di ruolo basato Il Signore degli Anelli, pubblicando nel complesso una ventina di manuali. Comunque man mano i vecchi membri dello studio se ne andarono Christian Moore e Owen Seyle alla Upper Deck, Matthew Colville nell'industria dei videogiochi, Kenneth Hite alla Steve Jackson Games, Isaac Ross e George Vasilakos si trasferirono a New York, quest'ultimo per concentrarsi maggiormente sul suo Eden Studios e infine Steve Long acquistò la licenza di Hero Games e aprì una sua compagnia. Nel gennaio 2004 la Decipher chiuse quanto rimaneva del suo dipartimento giochi di ruolo.